# Амстердамський метрополітен
Амстердамський метрополітен — гібридна мережа метрополітену й легкого метрополітену в Амстердамі і його околицях муніципалітетів Амстелвен, Діемен і Одер-Амстел в Нідерландах. Мережа перебуває у власності міста Амстердама й керується Gemeentelijk Vervoerbedrijf, компанією, яка має у власності трамваї, пороми та автобуси місцевих ліній.

## Історія будівництва
У 1968 було прийнято рішення побудувати метро в Амстердамі. Воно повинно було складатися з 4 ліній, що з'єднують усі частини міста і замінить багато з існуючих трамвайних ліній.
У 1970 почалося будівництво східної лінії, яку ввели в експлуатацію в 1977. Ця східна лінія складається з двох гілок (ліній 53 і 54), що зв'язують центр міста з житловими кварталами на південному сході. Намір знищити під час будівництва єврейське гетто біля Nieuwmarkt викликало сильні протести. Метро все ж побудували (художнє оформлення стін на станції Nieuwmarkt присвячено протестам), але від створення шосе на цій території в центрі Амстердама довелося відмовитися. Завершення будівництва лінії було покладено на уряд.
У 1990 була відкрита лінія 51, яка використовувала колії попередніх ліній метро і нові колії з продовженої трамвайної лінії 5 до Амстельвеєну. Ця лінія (нід. Sneltram — «швидкісний трамвай») побудована згідно зі стандартами швидкісного трамвая. Перемикання між третьою рейкою і верхнім дротом здійснюється на станції Південна (нід. Zuid).
У 1997 в мережі метрополітену з'явилася кільцева лінія (50), що забезпечила швидке переміщення між півднем і заходом і позбавила необхідність перетину центру міста.

### Перспектива
Будівництво Північної/південної лінії, розпочате у 2002, планувалося закінчити в липні 2012. Різні збої та розбіжності з будівельною компанією призвели до порушення графіка будівництва лінії, лінія відкрилася лише у липні 2018 року. Прямуюча під річкою Ей нова лінія метро стала першою лінією, що веде в північний район Амстердама. Звідти вона прямує через Центральну станцію до Південного вокзалу (нід. Zuid), який за планом повинен замінити головний транспортний вузол міста Amsterdam Centraal. На будівництво виділено 1,8 млрд €. У процесі реалізації проєкту виникло кілька труднощів, головним чином пов'язаних з Centraal Station, що призвело до перевитрат коштів на 14 %.
Трамвайна лінія до Ейбурга (нід. IJburg) на сході спочатку планувалася як лінія метро, і тому було побудовано короткий тунель в східному напрямку від Centraal Station під залізничними лініями. Оскільки, зрештою, побудували трамвайну лінію, тунель виявився не потрібен, і тепер у ньому планують помістити частину музею шоколаду. В наш час[коли?] з'явилися плани перетворити трамвайну лінію до Ейбурга в лінію метро, і з'єднати її з сусіднім містом Алмере, де зводиться велика кількість житлових будинків.
Південна/Північна лінія може бути поширена до амстердамського аеропорту Схіпгол в майбутньому.

## Мережа
Має п'ять ліній. Три лінії починаються з Амстердам Центральний, лінії 53 і 54 з'єднують центр міста зі станціями Діемен, Дівендрехтом (нід. Duivendrecht) і Амстердам Зюйдост на південному сході, а лінія 51 — зі станцією Амстельвеєн на півдні. Кільцева лінія 50 з'єднує станцію Амстердам Зюйдост із західною частиною, не перетинаючи центр міста. Північно-південна лінія або маршрут 52 відкрилася у липні 2018 року та з'єднує північ з Амстелвееном і перетинає історичний центр міста.
Мережа метро використовує стандартну колію, потяги амстердамського метро живляться від мережі постійного струму від третьої рейки, напруга якого становить 750 вольтів. Лінія 51 є гібридом метро і легкого метро і має спільні колії з мережею метро між станціями Амстердам Центральний (Amsterdam Centraal) і Амстердам Південний (нід. Zuid) і загальні колії з трамвайною мережею між станціями Амстердам Південний і Амстельвеєн Центральний (нід. Amstelveen Centrum), які продовжуються до станції Westwijk колією з трамвайним контактним дротом, який живиться від мережі постійного струму з напругою 600 вольтів. На загальних зупинках для лінії метро 51 і трамвайної лінії 5 є подвійні висоти платформи.
Пасажири можуть скористатися державною системою купівлі квитків (нід. strippenkaart). У 2006 була введена OV-chipkaart — безконтактна смарткартка.
| Фото | Тип                         | Опис |
| ---- | --------------------------- | --- |
|      | Дві лінії підземного метро  | Довжина: 37.5 m Ширина: 3.0 m Вага (в повній комплектації): 54,0 тонни (75,0 тонн) Максимальна швидкість: 70 км/год Потужність: 4 х 195 кВт Джерело живлення: 750 вольт     |
|      | Лінія легкого метрополітену | Довжина: 30.6 m Ширина: 2.65 m Вага (в повній комплектації): 48.5 тонни (72.0 тонн) Максимальна швидкість: 70 км/год Потужність: 6 x 77 кВт Джерело живлення: 600/750 вольт |
|      | Кільцева лінія              | Довжина: 30.9 m Ширина: 2.7 m Вага (в повній комплектації): 48.0 тонни (72.0 тонн) Максимальна швидкість: 70 км/год Потужність: 6 x 70 kW Джерело живлення: 750 вольт       |